# Tipula ligulipenicillata
Tipula ligulipenicillata är en tvåvingeart som beskrevs av Alexander 1946. Tipula ligulipenicillata ingår i släktet Tipula och familjen storharkrankar. Inga underarter finns listade i Catalogue of Life.